# Újszentiván
Újszentiván é um município da Hungria, situado no condado de Csongrád-Csanád. Tem 15,49 km² de área e sua população em 2019 foi estimada em 1.899 habitantes.